# Аллоды II: Повелитель душ
«Аллоды II: Повелитель душ» (англ. Rage of Mages II: Necromancer) — компьютерная ролевая игра с элементами стратегии, вторая игра мира Аллодов.

## Сюжет
После событий игры Аллоды: Печать Тайны прошло много лет. На аллоде Умойр установился мир. Великий Маг Умойра Властелин Скракан получает «сигналы» с аллода Язес о том, что там замечена магия, подобная той, что когда-то на Умойре использовал Демон. Кроме того, там сменился Великий Маг, им стал Урд, не вызывающий у Скракана доверия. Он посылает в Плагат посланника за добровольцем, готовым отправиться на Язес.
Игра начинается с похожего на первую игру выбора персонажа — мужчина или женщина, воин или маг. Персонаж встречается с Скраканом и телепортируется на Язес. Там он знакомится с представителем одного из знатных родов — Иглезом, который в тайне борется за справедливость даже против воли короля. Иглез ему рассказывает о тайне Язеса — Падении трёх звёзд. Потом герои выручают из беды волшебницу Дайну. Втроём они выясняют истинную ситуацию на Язесе.
Язес делится на лесную, равнинную и пустынную части. В лесной части властвуют друиды, они практически не общаются с людьми. Пустыня практически находится во власти орков, троллей, людоедов и драконов. На равнине происходит борьба за власть между рыцарями и некромансерами.
Когда-то некромансеры (маги, способные поднимать и контролировать мертвых) были мелкой сектой, однако хитростью и обманом они стали могущественной организацией, а после их глава Урд и вовсе стал Великим Магом Язеса. Амбиции гильдии некромансеров зачастую простираются за пределы ей подвластных территорий.
Для разгадки тайны Падения трёх звёзд герои должны подружиться с друидами, завоевать доверие избегающего людей эльфа, выручить из беды миролюбивого орка Гинсаша. В конце концов, герои побеждают Урда.

## Фракции
Во второй части аллод, в основном, находится под управлением четырёх различных фракций:
- Рыцари — королевская армия, контролирующая равнинную часть Язеса. Находятся под управлением короля. Основной резиденцией и столицей считается город Каарг. В королевской армии зачастую преобладают стальные оружие и доспехи, однако в отдаленных провинциях Язеса рыцари пользуются бронзовым вооружением, а у сопровождающих короля рыцарей мифрильные оружие и доспехи. Полководцы и представители богатых семей зачастую пользуются адамантиновым, метеоритным и кристаллическим (в основном, королевские доспехи) обмундированием. Во время событий игры многие рыцари Каарга были вынуждены сотрудничать с некромансерами, поскольку те находились в милости у короля. Другие же восстали против гильдии тёмных магов и даже сформировали отдельные батальоны для битвы с узурпаторами. Находятся в очень натянутых отношениях с друидами. Хотя рыцари сотрудничают с некромансерами, практически в каждом королевском отряде присутствует как минимум один чародей не из гильдии. В последней битве наряду с рыцарями будут выступать несколько магов.
- Друиды — древние жители Древнего Леса, являющиеся по сути сильными магами. При помощи своего колдовства научились общаться с природой и даже подчинили себе многих животных. Находятся под управлением великого друида Сакен-Мэй. С большим недоверием относятся к рыцарям, которых зачастую называют «людьми с равнин». В гораздо более враждебных отношениях состоят с некромансерами, которые делают всё возможное для уничтожения Древнего Леса и всех его обитателей. Союзниками друидов являются охотники, тролли и даже некоторые представители эльфов на Язесе.
- Некромансеры — гильдия могущественных колдунов, в совершенстве овладевших магией астрала. Предположительно гильдия была основана Великим Магом Язеса Урдом. Со временем власть тёмных магов росла и Урду удалось сделать из неё силу, с которой пришлось считаться всем. Добился он этого весьма хитрым образом, убедив короля в искренности своих намерений. Правитель Язеса дал гильдийцам больше полномочий, но с условием, что сам он будет полностью защищен от магии астрала. По приказу Урда была создана магическая корона, даровавшая королю то, чего он так хотел. Однако со временем корона пропала, а сам правитель стал ходить в шлеме с забралом. Некромансеры же влились во все слои общества, подчинили себе рыцарей Каарга и стали постепенно избавляться от неугодных. Единственными, кто оказал им реальный отпор, стали друиды Древнего Леса и несколько мятежных батальонов рыцарей. В игре некромансеры являются особыми магами, в арсенале которых присутствуют уникальные заклинания. Могут поднимать войска мертвых и накладывать проклятия.
- Орки — единственная фракция, которая в любом случае выступает против главных героев (исключением являются Гинсаш, Минге-Шаман и старый шаман из задания Оракул). Несмотря на то, что орки довольно дикие существа, они вполне организованны. На Язесе некоторые орки даже практикуют древнюю магию и достигают уровня шамана своего племени. Живут в пустыне Хемер и регулярно вступают в бои с рыцарями Каарга. Промышляют грабежами и разбоем. В своих соплеменниках больше всего ценят силу и жестокость, о чём говорит орк Гинсаш. Некоторые орки довольно суеверны, многие поклоняются языческим богам, о чём свидетельствует то, что шаман племени принял магический камень Короны Язеса за глаз Небесного Шакала. Могут быть искренне благодарными за пощаду, или помощь. Несмотря на слаженность, орки иногда сражаются и между собой. В игре упоминается, что для них «братоубийство» — это обычное дело.

## Характеристики
Характеристики и интерфейс игры сходны с игрой «Аллоды: Печать Тайны», однако, добавились некоторые удобства при сохранении игры и использовании заклинаний. Также изменены некоторые заклинания и баланс сил. Добавилась опция «автоматического заклинания».
Наёмники теперь присоединяются бесплатно, но, во-первых, по одному, а не по 3-4, и во-вторых, каждого конкретного наемника нельзя взять в две миссии подряд (он откажется от приглашения).
В целом, игровой процесс «сдвинут» от стратегии к RPG: игрок (в среднем) действует меньшим количеством персонажей, во многих миссиях делается ставка на быстрые и эффективные совместные действия (характерная для тактических игр). Быстрым совместным действиям несколько мешает отсутствие паузы.
Из «фауны» добавились ядовитые пауки, волки, ящеры, друиды, а также некроманты и нежить.
Улучшились возможности сетевой игры через интернет.

## Основные моменты
- В игре присутствуют 2 основных класса персонажей: воины и маги.
- В игре существуют 4 главных характеристики: сила, ловкость, разум, дух. Сила и ловкость больше необходимы для воина, разум и дух для мага.
- Зависимость между приращением той или иной главной характеристики и улучшением зависимых вторичных характеристик носит нелинейный характер (чем выше основная характеристика, тем выше скорость роста вторичных характеристик).
- В игре 5 классов оружия (мечи, топоры, копья, булавы, луки/арбалеты) и 5 классов магии (стихий огня, земли, воды, воздуха и астрала). Причём, один из классов оружия (стрельба) и один из классов магии (астрал) нельзя выбрать в качестве основного класса.
- Мастерство владения того или иного класса оружия или магии растёт лишь при его реальном использовании. При этом, существуют вещи, дающие прибавку к умению владения каким-либо классом оружия или магии.
- В игре возможно изменить главные параметры персонажа лишь перед началом игры. В процессе самой игры это возможно сделать при помощи магических артефактов либо зелий.

## Оценки
| Сводный рейтинг       | Сводный рейтинг |
| Агрегатор             | Оценка          |
| --------------------- | --------------- |
| GameRankings          | 61,84 %         |
| Русскоязычные издания |                 |
| Издание               | Оценка          |
| «Игромания»           | 8,9/10          |